# Orchesterzentrum NRW

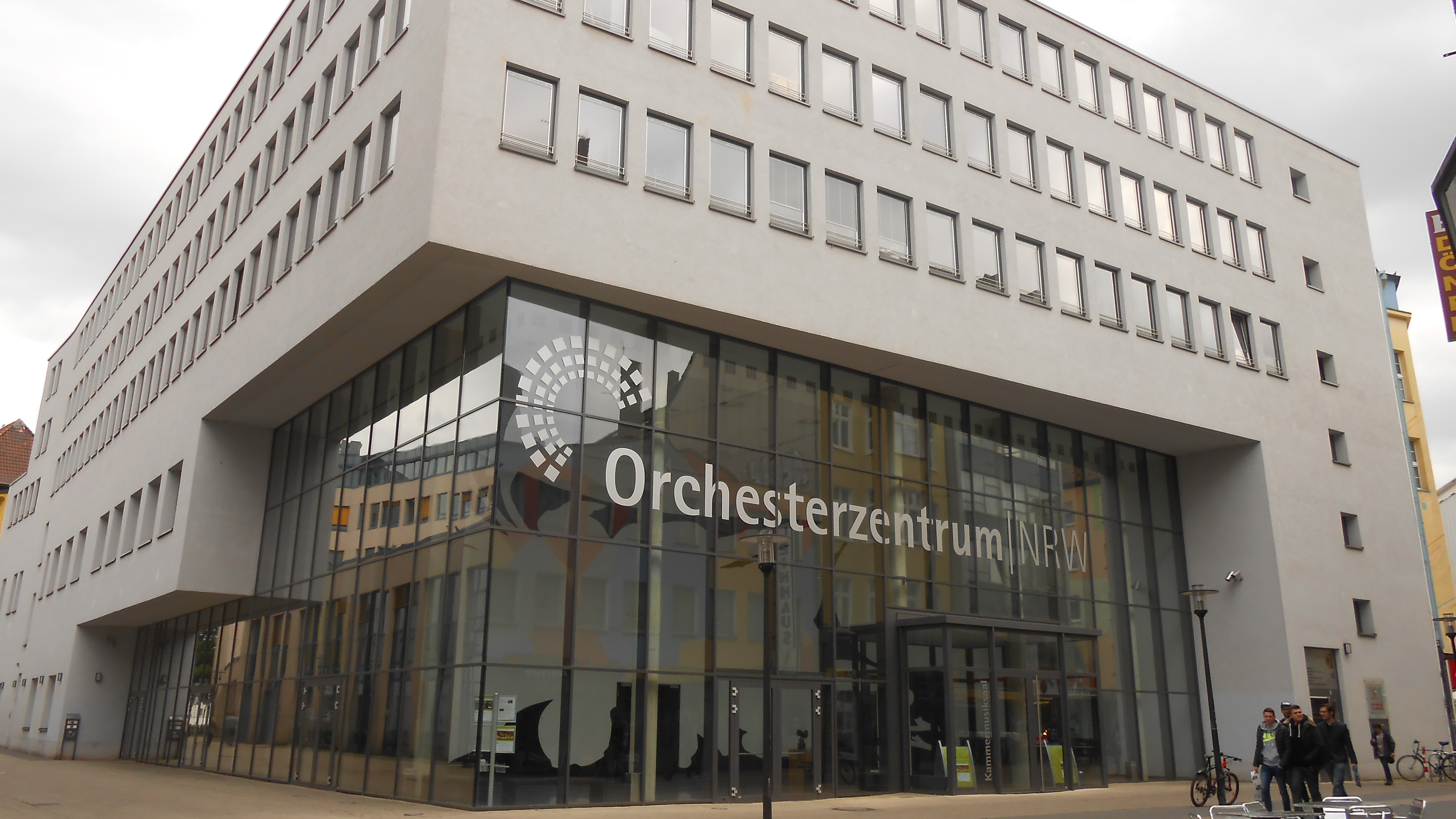
Das Orchesterzentrum NRW im Dortmunder Brückstraßenviertel

Das Orchesterzentrum NRW in Dortmund ist eine gemeinsame Einrichtung der vier staatlichen Musikhochschulen des Landes Nordrhein-Westfalen und die europaweit erste hochschulübergreifende Ausbildungsstätte für künftige Orchestermusiker. Im Rahmen des neu konzipierten Masterstudiengangs „Orchesterspiel“ werden Studierende hier in vier Semestern praxisnah und zielgerichtet auf eine Karriere in renommierten Orchestern vorbereitet. Für Absolventen einer Musikhochschule, die ihre Zukunft in einem Orchester sehen, bietet dieses Masterstudium eine umfassende berufsqualifizierende Spezialisierung.
Neben der Ausbildung von Musikern finden in dem Gebäude auch Konzertveranstaltungen statt. So wird der Internationale Schubert-Wettbewerb Dortmund u. a. im Gebäude des Orchesterzentrums durchgeführt.

## Gebäude
Das Orchesterzentrum NRW ist seit Frühjahr 2009 in einem eigens errichteten Gebäude in der Dortmunder Innenstadt untergebracht. In unmittelbarer Nachbarschaft zum Konzerthaus Dortmund finden die Studierenden gute Arbeitsbedingungen vor. Die Unterrichts- und Überäume des Orchesterzentrum NRW bieten eine hervorragende Akustik und sind genau auf die Bedürfnisse der Musiker zugeschnitten. Das Gebäude verfügt zudem über einen eigenen Kammermusiksaal mit 350 Plätzen, der für unterschiedliche Konzertreihen genutzt wird.
Am 29. April 2009 wurde das Gebäude mit einer Festveranstaltung eröffnet. Festredner war der Chef der Kulturhauptstadt Ruhr 2010 Fritz Pleitgen.

## Studienangebot

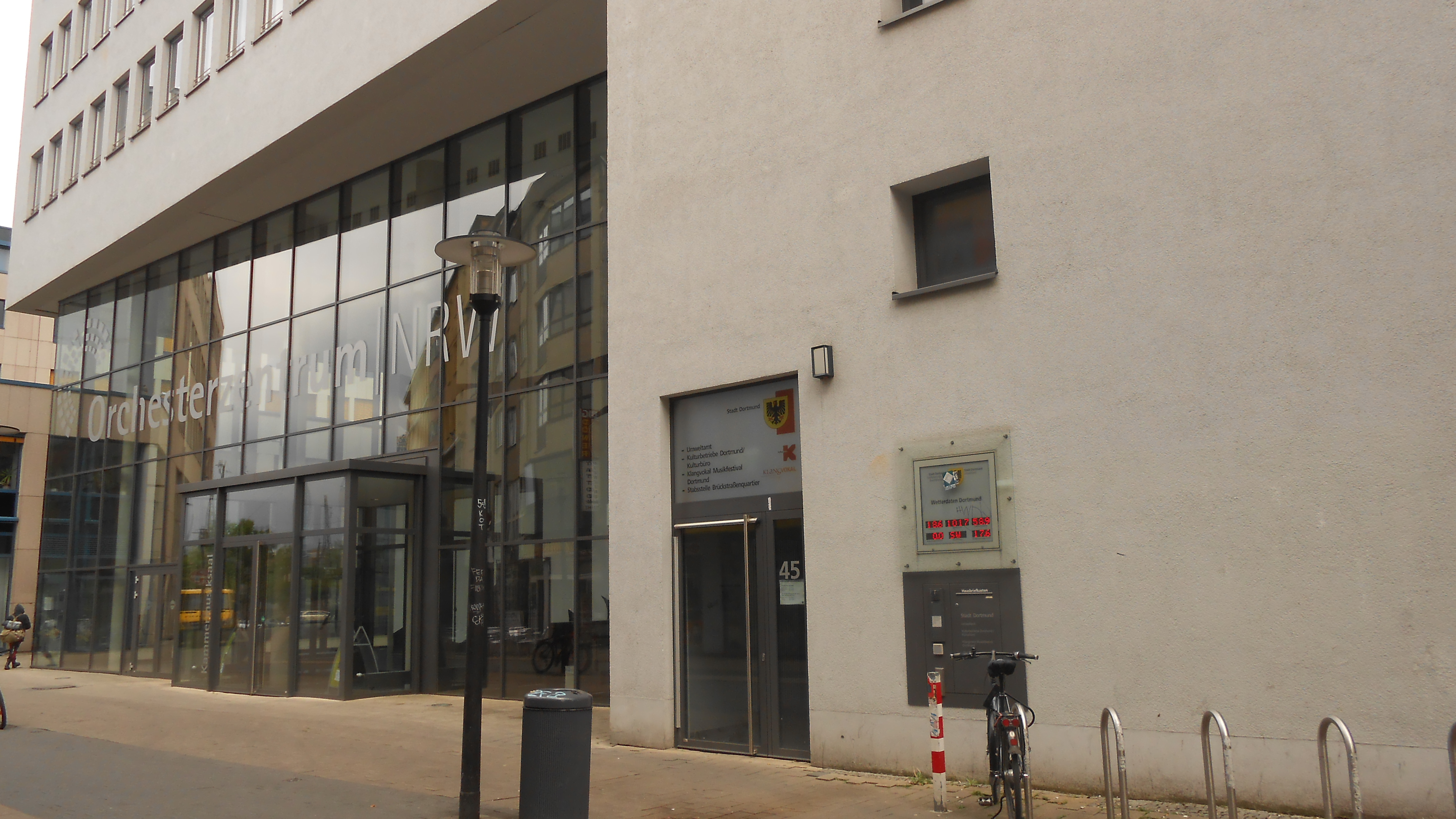
Links der Haupteingang, rechts der Eingang zu Kulturbüro, Klangvokal-Organisation und anderen städtischen Einrichtungen im Orchesterzentrum

Im Mittelpunkt der Ausbildung stehen das Training orchesterspezifischer Fähigkeiten und die Vorbereitung auf Probespiel und Probejahr. Zum Fächerkanon gehören neben dem instrumentalen Einzelunterricht Probespielsimulationen, Satzproben, Orchesterstudien, Werkanalyse und Ensemblespiel. Auf dem Lehrplan stehen aber auch Auftrittscoaching, Entspannungstechniken und mentales Training. So werden die Studierenden im Masterstudiengang „Orchesterspiel“ nicht nur technisch, sondern auch mental auf Auftrittssituationen und Probespiele vorbereitet. Seminare zu Themen wie Kulturmanagement oder Musikphysiologie ergänzen das Angebot. Ziel des Masterstudiengangs ist es, die Studierenden in vier Semestern umfassend für ihren späteren Beruf zu qualifizieren und ihre Aussichten auf eine attraktive Anstellung in einem Berufsorchester zu steigern.

### Lehrkräfte
Um eine enge Anbindung an die europäische Orchesterszene zu schaffen, unterrichten im Masterstudiengang „Orchesterspiel“ Konzertmeister, Stimmführer und Solospieler aus den großen deutschen und europäischen Orchestern als Gastdozenten. Dabei greift das Orchesterzentrum NRW auf professionelle Rundfunk-, Konzert- und Opernorchester aus ganz Europa zurück und bildet den künftigen Arbeitsmarkt der Studierenden umfassend ab. In der Arbeit mit führenden Orchestermusikern lernen die Studierenden eine große Bandbreite an musikalischen Anforderungen und Auffassungen kennen. Wiederholte Probespielsimulationen helfen, das eigene Können einzuschätzen und zu verbessern. Durch den persönlichen Kontakt entsteht ein künstlerisches Netzwerk, von dem die Studierenden auf ihrem weiteren Berufsweg profitieren. Um die mentale Vorbereitung auf Probespiel und Probejahr kümmern sich am Orchesterzentrum NRW erfahrene Psychologen und Trainer. Die kontinuierliche Betreuung im Hauptfach sowie einen Teil der Orchesterstudien und Satzproben übernehmen Professoren und Dozenten an den beteiligten vier Musikhochschulen.

### Zugangsvoraussetzungen
Der Masterstudiengang „Orchesterspiel“ richtet sich an Bewerber mit einem im In- oder Ausland abgeschlossenen Studium (Instrumentalausbildung, Hauptfachnote 2,0 und besser). Studieninteressenten richten ihre Bewerbung direkt an eine der beteiligten vier Musikhochschulen in Detmold, Düsseldorf, Essen oder Köln, wo auch die Eignungsprüfungen stattfinden. Das Studium beginnt jedes Jahr zum Sommer- und Wintersemester.

### Orchesterarbeit
Das Profil des Orchesterzentrum NRW ist gekennzeichnet durch erstklassige Orchesterarbeit. Im Laufe des viersemestrigen Masterstudiums sind die Studierenden regelmäßig in unterschiedliche Orchesterprojekte eingebunden. Unter der Leitung international renommierter Dirigenten trainieren sie in diesen Studienphasen, auf unterschiedliche Anforderungen zu reagieren, genau zuzuhören und sich in den Orchesterverbund einzuordnen. Gleichzeitig bauen sie ihre stilistische Kompetenz und ihr Repertoire weiter aus. Durch die großen Sinfoniekonzerte, die einmal im Semester im Konzerthaus Dortmund stattfinden, sammeln die Studierenden zudem wertvolle Auftrittserfahrung.